# Église Saint-Sulpice de Lafosse
Pour les articles homonymes, voir Église Saint-Sulpice.
L'église Saint-Sulpice de Lafosse, est une église romane située à Lafosse, sur le territoire de la commune de Pugnac, dans le département français de la Gironde. Inscrite le 21 novembre 1925 à l'inventaire supplémentaire des monuments historiques, elle est classée monument historique le 3 mars 2009.

## Présentation
Située sur le flanc nord-ouest d'une colline, l’église Saint-Sulpice de Lafosse, construite en pierre calcaire, est une belle représentation de l’art roman. C’est un édifice de plan basilical à abside orientée vers l’est, surmonté d'un clocher placé sur le chœur en avant de l'abside . Du côté occidental, un petit porche ajouté au XIXe siècle recouvre les éléments romans de la façade; sa voûte et les deux colonnes corinthiennes forment l’entrée, s’ouvrant sur une nef unique à l'origine, auquel ont été ajoutées à l'époque moderne deux chapelles formant transept. La nef présente un aspect archaïque, n'étant pas conçue pour être voûtée, et elle est couverte d'une charpente en carène qui est un point fort de l'intérêt de cette église. Probablement lambrissée jusqu'au XIXe siècle, des ornements peints ont été rajoutés par la suite sur les chevrons, les poutres et les voliges. La charpente a longtemps été estimée des XV/XVIe siècles, période de construction qu'une datation par dendrochronologie a permis de préciser entre 1273 et 1288 du côté du portail d'entrée, et entre 1467 et 1475 pour une autre partie de cette charpente, en faisant l'une des plus anciennes d'Aquitaine[réf. à confirmer]. 
Le chevet de l'église, plus tardif que la nef, a été conçu pour être voûté, et sa construction date du XIIe siècle. Il est composé d'une abside voûtée en cul de four et d'une travée barlongue formant chœur, couverte d'une coupole ovoïde portée par des arcs ogivaux reposant sur quatre colonnes aux chapiteaux élégants. Cette coupole est surmontée du clocher, de plan carré, dont les éléments sculptés sont significatifs d'une construction de la fin du XIIe siècle ou du début du XIIIe. La transition du plan barlong au plan carré est assurée au nord et au sud par deux glacis talutés. Le dernier étage est percé de trois fenêtres à arcade disposées sur chacune de ses faces, qui sont un aspect remarquable de cette église . Outre le porche, il a été rajouté au XIXe siècle une tourelle polygonale pour accéder au clocher, et une sacristie disposée au sud.
Des peintures murales, supposées du XVe siècle, et redécouvertes vers 1850, se discernent par transparence sous le badigeon de la nef appliqué dans les années 1860.
Sur la façade sud, à l'angle avec la façade occidentale et à environ 1,8 mètre du sol, se trouvent les vestiges de deux cadrans canoniaux.

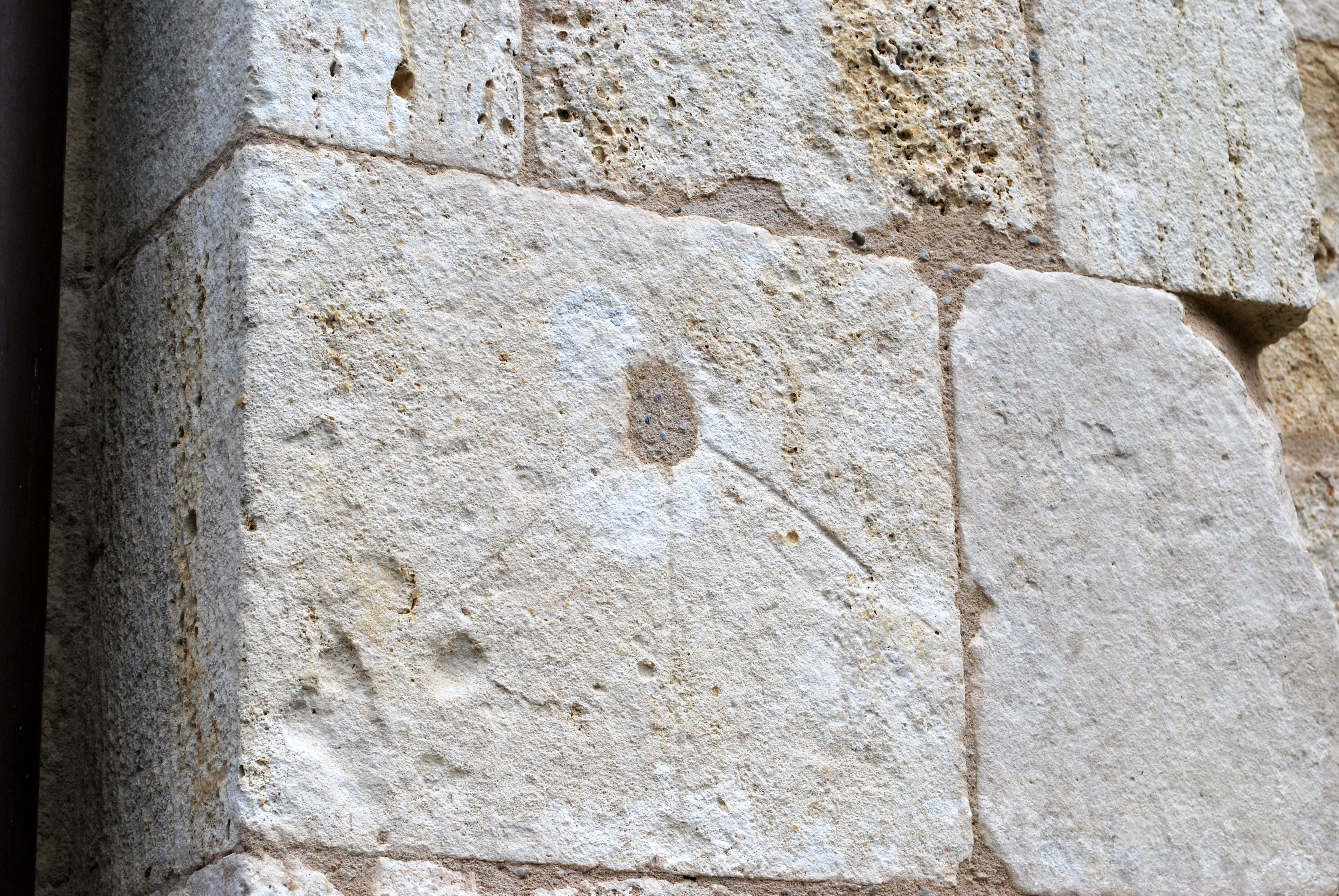
Cadran canonial a
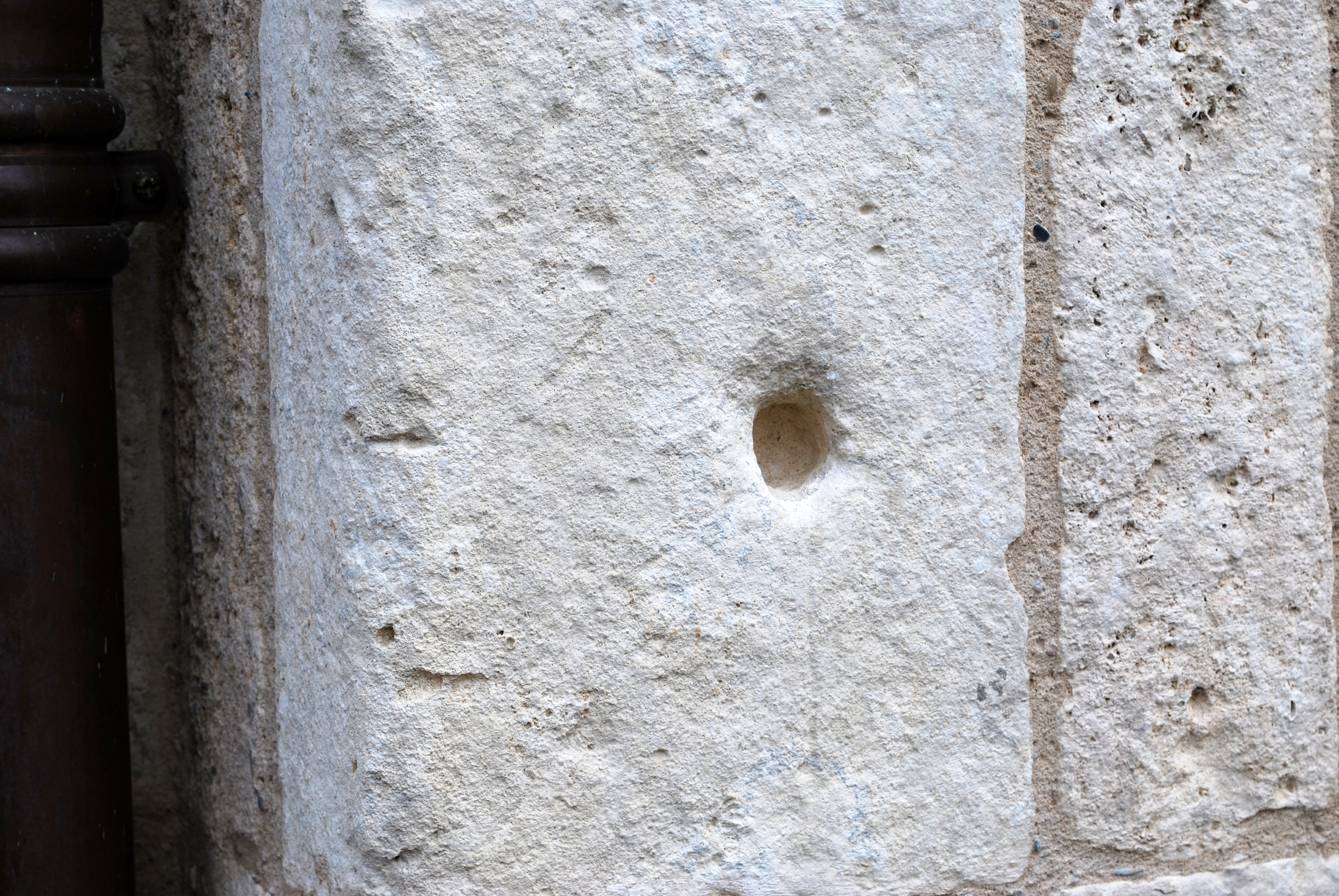
Cadran canonial b

Au début du XXe siècle, un chemin de croix est placé dans la nef.

## Galerie

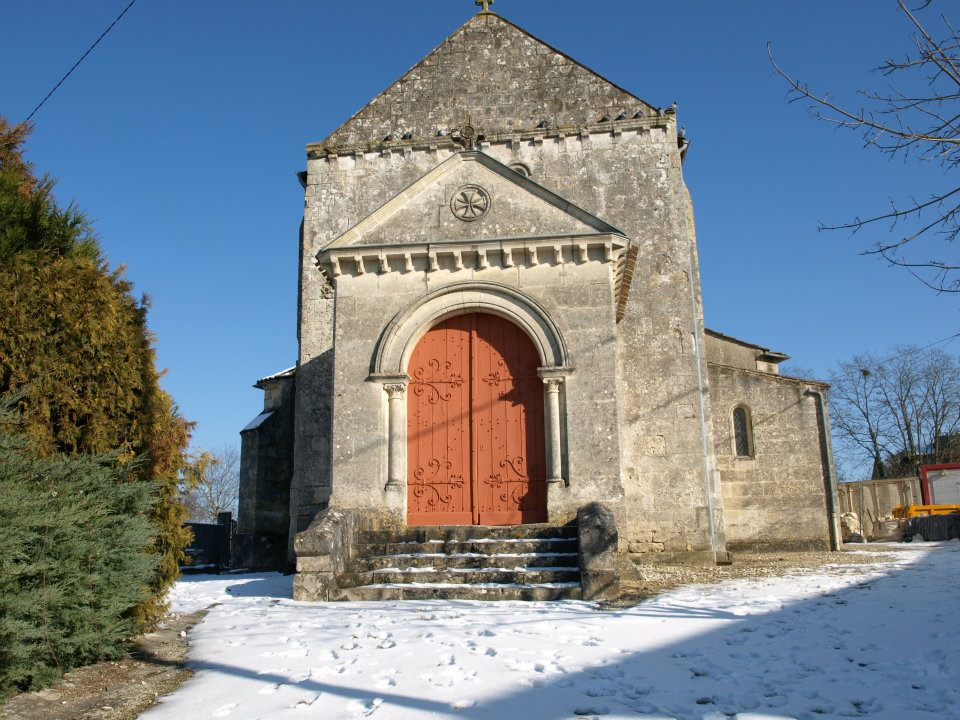
Porche du XIXe siècle devant la façade romane.
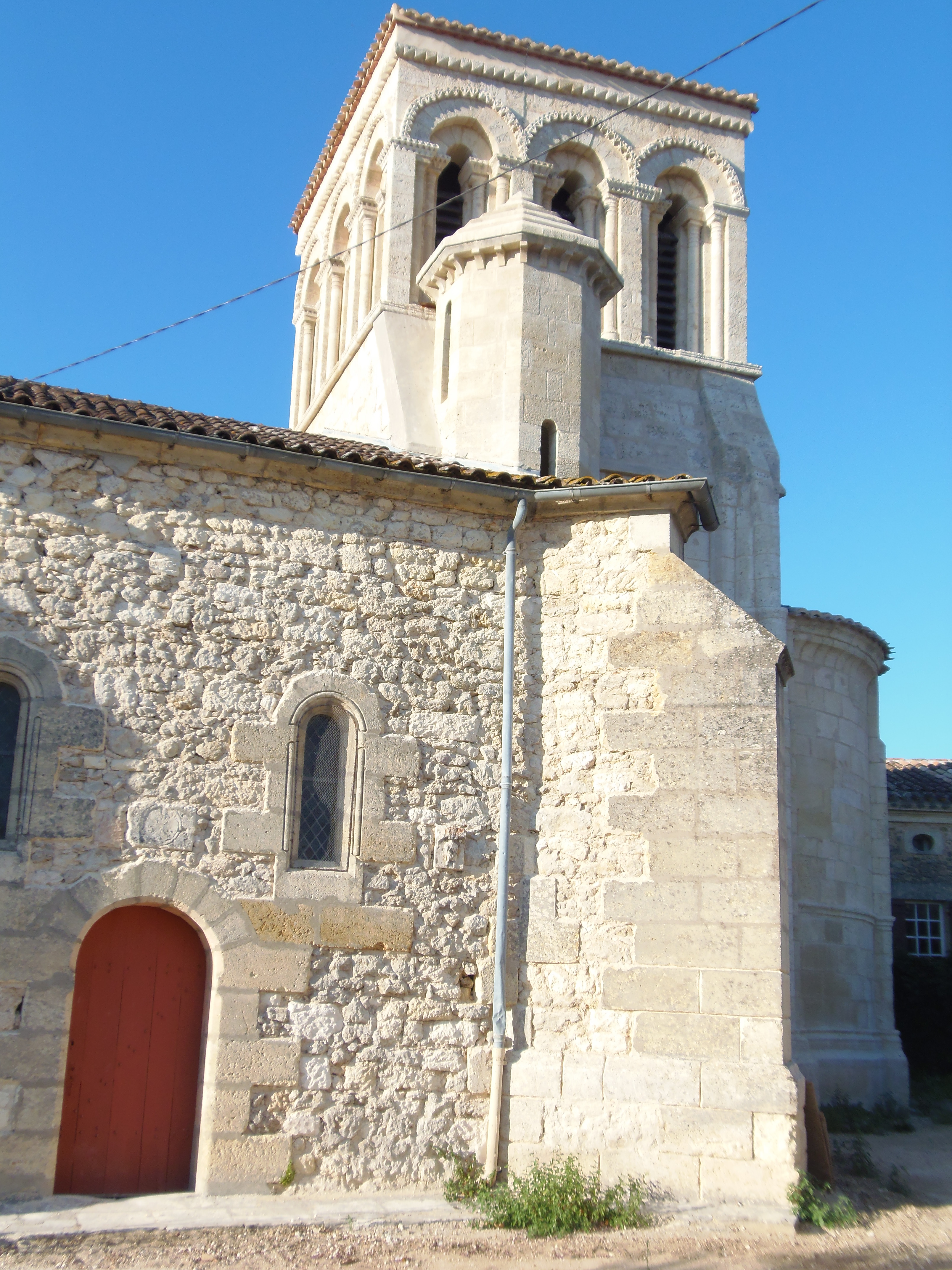
Clocher (façade en rénovation)
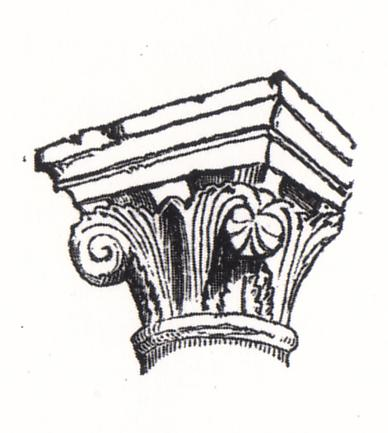
Chapiteau des colonnes de l'arc triomphal, d'après un dessin de Léo Drouyn en 1849.
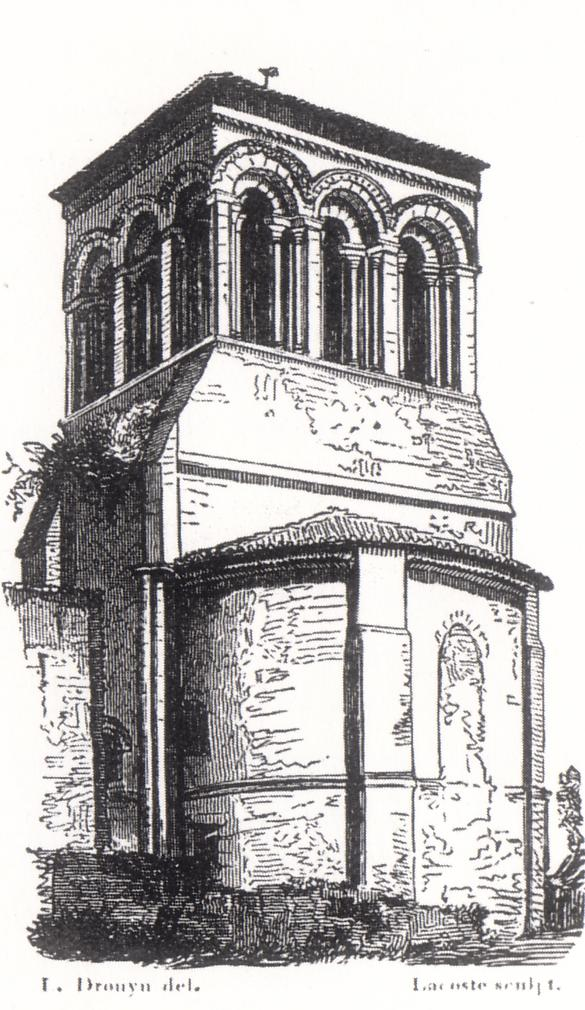
Clocher et abside vus du sud-est, d'après un dessin de Léo Drouyn en 1849.
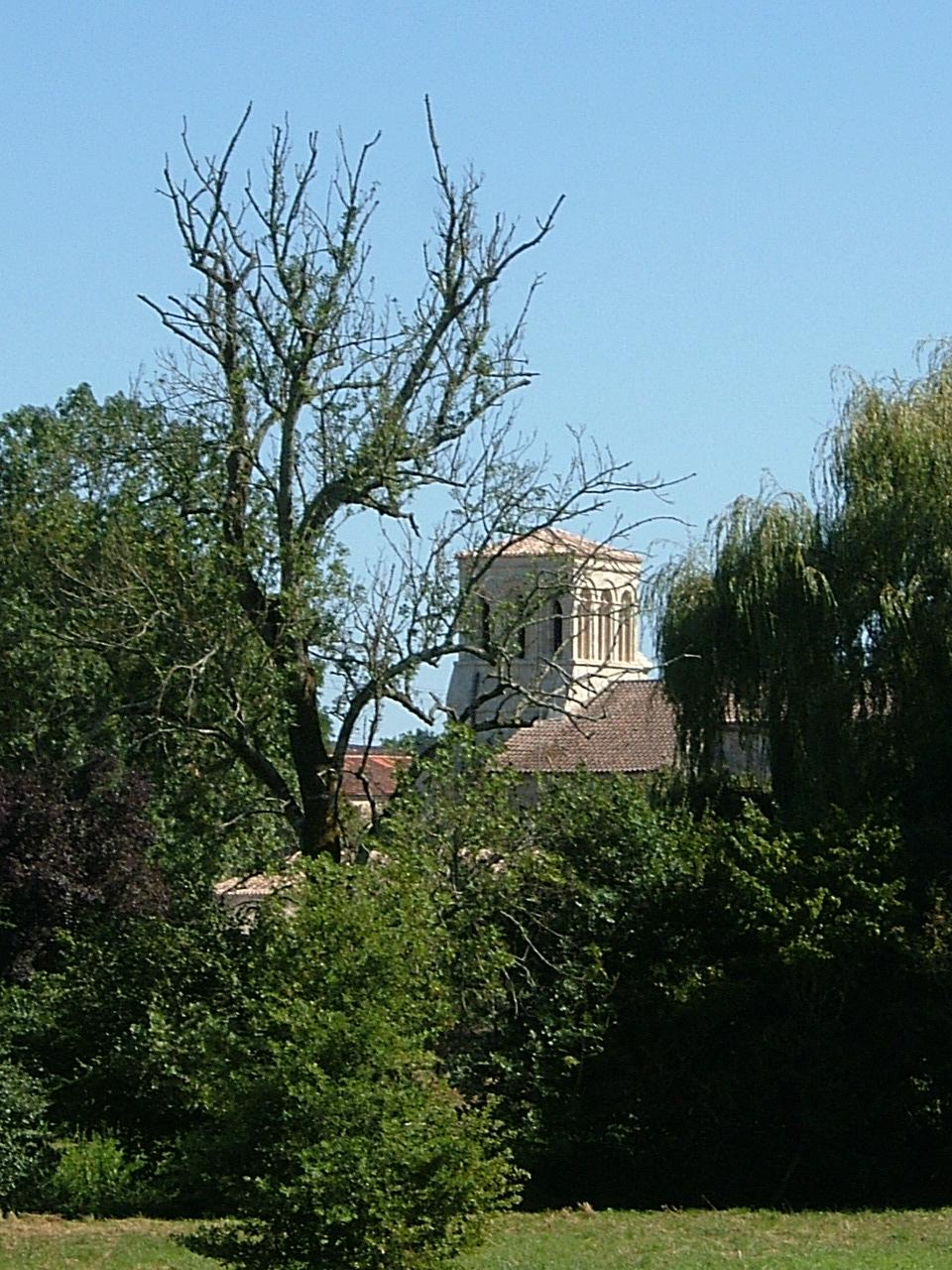
Le clocher, vu depuis le vallon au nord-ouest.